# 明日へ帰ろう
『明日へ帰ろう』（あしたへかえろう）は、2011年8月3日にUNIVERSAL SIGMAから発売された德永英明48枚目のシングル。

## 解説
前作「黄昏を止めて」から4ヶ月ぶり、「德永英明 with Family」名義での一枚。
東日本大震災復興支援ソング。2011年12月31日迄の期間限定商品。
本作の収益は日本赤十字社を通じ義援金として寄付される。
東京海上日動火災保険「あしたの力に変わるものを篇」企業CMソング。
通常盤と初回限定盤の2形態で発売。初回限定盤には本作のミュージック・ビデオと20分以上にわたるレコーディング時のドキュメンタリーを収録したDVD付。

## 収録曲
全曲　作詞・作曲：德永英明　編曲：松浦晃久・坂本昌之
1. 明日へ帰ろう（5:53）
2. 明日へ帰ろう（Instrumental）（5:53）